# Chandrasekhara Venkata Raman
Sir Chandrasekhara Venkata Raman (1888-1970) là nhà vật lý người Ấn Độ. Ông được trao Giải Nobel Vật lý vào năm 1930 vì đã tìm ra hiệu ứng Raman. Ông là một trong những người có công trong sự phát triển nền khoa học Ấn Độ thời kỳ thuộc Anh. Ngôi nhà của ông ở Tiruchirapalli đã được giữ gìn để trở thành một bảo tàng.